# Kung Shenjing av Zhou
Kung Shenjing av Zhou, var en kinesisk monark. Han var kung av Zhoudynastin 320–315 f.Kr.